# 천안사 법어
부산 천안사 법어(釜山 天安寺 法語)는 부산광역시 부산진구, 천안사에 있는 불경이다. 2011년 3월 26일 부산광역시의 유형문화재 제105호로 지정되었다.

## 개요
천안사 소장 《법어》(法語)는 1577년(선조 10)에 전라도 순천 송광사(松廣寺)에서 간행한 목판본으로 《사법어》(四法語)의 한 계열에 속한다. 《사법어》란 고려 말기 중국과 고려의 승려 네 사람의 법어를 모아놓은 책으로, 조선 세조대의 승려인 신미(信眉)가 언해한 언해본이다. 이 법어들을 모아 하나의 책으로 간행한 주체와 최초의 간행연대는 명확하지 않지만, 수록된 승려들의 성격으로 볼 때 고려 말 수선사(修禪社) 계통에서 편집·간행한 것으로 생각된다.
수록된 법어는 ＜환산정응선사시몽산법어＞(皖山正凝禪師示蒙山法語), ＜동산숭장주송자행각법어＞(東山崇藏主送子行脚法語), ＜몽산화상시중＞(蒙山和尙示衆), ＜고담화상법어＞(古潭和尙法語) 등인데, 앞의 셋은 중국 승려들의 법어이고 마지막 고담화상은 수선사 10세 사주(社主)인 혜감국사 만항(慧鑑國師 萬恒, 1249-1319)이다. 그런데 만항에게 고담이라는 아호를 준 것도 바로 몽산 덕이(蒙山 德異)여서 여기에 수록된 법어들이 모두 중국 원나라 시대의 불교 승려 몽산 덕이(1231-1308)라는 선사(승려)와 관계되는 것 이라고 할 수 있다.
천안사 소장 《법어》는 1577년에 간행한 목판본으로 세조 13년(1467)에 간행된 간경도감본과 편찬 체제가 다를 뿐 아니라, 훈민정음의 표기법도 상이하여 조선 전기 국어사 자료로서 학술적 가치가 높다. 아울러 임진왜란 이전 판본으로 전래되고 있는 책이 흔하지 않은 귀중서에 속하여 서지학적으로도 그 가치가 높은 것으로 평가 된다.

## 같이 보기
- 천안사

## 참고 자료
- 부산 천안사 법어 - 국가유산청 국가유산포털